# Senotainia nuda
Senotainia nuda är en tvåvingeart som beskrevs av Zumpt 1952. Senotainia nuda ingår i släktet Senotainia och familjen köttflugor. Inga underarter finns listade i Catalogue of Life.